# Paganese Calcio 1986-1987
Questa voce raccoglie le informazioni riguardanti la Paganese Calcio nelle competizioni ufficiali della stagione 1986-1987.

## Rosa
| N. |                   | Ruolo | Calciatore                |
| -- | ----------------- | ----- | ------------------------- |
|    | Italia (bandiera) |       | Acquaviva                 |
|    | Italia (bandiera) |       | Amendola                  |
|    | Italia (bandiera) | D     | Michele Antonio Ammendola |
|    | Italia (bandiera) |       | Califano                  |
|    | Italia (bandiera) | C     | Angelo Cangianello        |
|    | Italia (bandiera) | A     | Pasquale Cardamuro        |
|    | Italia (bandiera) |       | Collano                   |
|    | Italia (bandiera) | C     | Nunzio Di Somma           |
|    | Italia (bandiera) |       | Ferraioli                 |
|    | Italia (bandiera) | A     | Marco Fragas              |
|    | Italia (bandiera) | C     | Francesco Gabola          |
|    | Italia (bandiera) | A     | Marco Greco               |
|    | Italia (bandiera) | D     | Francesco Iannuzzi        |
|    | Italia (bandiera) | A     | Angelo Mancuso            |

| N. |                   | Ruolo | Calciatore                 |
| -- | ----------------- | ----- | -------------------------- |
|    | Italia (bandiera) |       | Montella                   |
|    | Italia (bandiera) | C     | Roberto Noto               |
|    | Italia (bandiera) | C     | Raffaele Novelli           |
|    | Italia (bandiera) | D     | Antonio Posa               |
|    | Italia (bandiera) | C     | Dario Rasi                 |
|    | Italia (bandiera) | D     | Giacomo Russo              |
|    | Italia (bandiera) |       | Sbaglio                    |
|    | Italia (bandiera) | C     | Giuseppe Schianolomoriello |
|    | Italia (bandiera) | P     | Silvio Somma               |
|    | Italia (bandiera) | C     | Antonio Tacconi            |
|    | Italia (bandiera) | D     | Luigi Tarallo              |
|    | Italia (bandiera) | D     | Carlo Tebi                 |
|    | Italia (bandiera) | P     | Vincenzo Tortora           |
|    | Italia (bandiera) |       | Vincidomini                |

## Risultati

### Campionato

#### Girone di andata
| 21 settembre 1986 1ª giornata | Paganese | 0 – 0 | Nola |  |

| 28 settembre 1986 2ª giornata | Cavese | 1 – 1 | Paganese |  |

| 5 ottobre 1986 3ª giornata | Paganese | 0 – 0 | Turris |  |

| 12 ottobre 1986 4ª giornata | Juventus Stabia | 2 – 0 | Paganese |  |

| 19 ottobre 1986 5ª giornata | Paganese | 1 – 0 | Rende |  |

| 26 ottobre 1986 6ª giornata | Nissa | 1 – 0 | Paganese |  |

| 2 novembre 1986 7ª giornata | Paganese | 0 – 0 | Ischia Isolaverde |  |

| 9 novembre 1986 8ª giornata | Siracusa | 1 – 0 | Paganese |  |

| 16 novembre 1986 9ª giornata | Paganese | 0 – 0 | Latina |  |

| 23 novembre 1986 10ª giornata | Paganese | 0 – 0 | Afragolese |  |

| 30 novembre 1986 11ª giornata | Trapani | 0 – 0 | Paganese |  |

| 7 dicembre 1986 12ª giornata | Paganese | 1 – 1 | Lodigiani |  |

| 14 dicembre 1986 13ª giornata | Ercolanese | 1 – 1 | Paganese |  |

| 21 dicembre 1986 14ª giornata | Paganese | 0 – 1 | Valdiano 85 |  |

| 4 gennaio 1987 15ª giornata | Pro Cisterna | 2 – 0 | Paganese |  |

| 11 gennaio 1987 16ª giornata | Paganese | 1 – 0 | Giarre |  |

| 18 gennaio 1987 17ª giornata | Frosinone | 1 – 0 | Paganese |  |

#### Girone di ritorno
| 25 gennaio 1987 18ª giornata | Nola | 3 – 0 | Paganese |  |

| 1º febbraio 1987 19ª giornata | Paganese | 0 – 1 | Cavese |  |

| 8 febbraio 1987 20ª giornata | Turris | 2 – 0 | Paganese |  |

| 15 febbraio 1987 21ª giornata | Paganese | 0 – 0 | Juventus Stabia |  |

| 22 febbraio 1987 22ª giornata | Rende | 3 – 1 | Paganese |  |

| 1º marzo 1987 23ª giornata | Paganese | 1 – 0 | Nissa |  |

| 8 marzo 1987 24ª giornata | Ischia Isolaverde | 1 – 0 | Paganese |  |

| 15 marzo 1987 25ª giornata | Paganese | 3 – 2 | Siracusa |  |

| 29 marzo 1987 26ª giornata | Latina | 2 – 1 | Paganese |  |

| 5 aprile 1987 27ª giornata | Afragolese | 0 – 0 | Paganese |  |

| 18 aprile 1987 28ª giornata | Paganese | 0 – 3 | Trapani |  |

| 26 aprile 1987 29ª giornata | Lodigiani | 3 – 1 | Paganese |  |

| 3 maggio 1987 30ª giornata | Paganese | 0 – 2 | Ercolanese |  |

| 17 maggio 1987 31ª giornata | Valdiano 85 | 1 – 0 | Paganese |  |

| 24 maggio 1987 32ª giornata | Paganese | 0 – 0 | Pro Cisterna |  |

| 31 maggio 1987 33ª giornata | Giarre | 1 – 0 | Paganese |  |

| 7 giugno 1987 34ª giornata | Paganese | 0 – 2 | Frosinone |  |